# Caso degli emoderivati infetti in Giappone
Il caso degli emoderivati infetti in Giappone (薬害エイズ事件 yakugai eizu jiken) si riferisce a un evento risalente agli anni ottanta quando un numero di emofilici compreso tra mille e duemila contrasse l'HIV attraverso emoderivati infetti. Il fatto oggetto di controversia è l'utilizzo di prodotti emoderivati non trattati al calore per l'inattivazione virale anche dopo che vennero messi a punto trattamenti termici in grado di ridurre il rischio di trasmissione dell'HIV.
Alcuni funzionari di alto livello del ministero della salute e del welfare giapponese, i dirigenti di una impresa farmaceutica produttrice e un importante medico attivo nel campo dello studio dell'emofilia vennero accusati di omicidio colposo.

## Antefatto
La sindrome da immunodeficienza acquisita (AIDS) è una malattia non curabile causata dal virus dell'immunodeficienza umana (HIV). Il primo riscontro di una malattia con i sintomi simili a quelli dell'AIDS è avvenuto nel 1981 a Los Angeles in pazienti omosessuali.
I primi casi di AIDS in Giappone vennero segnalati ufficialmente solamente nel 1985. Già nel 1983, tuttavia, il ministero della salute e del welfare giapponese venne avvisato dai Baxter Travenol Laboratories (BTL) che stava producendo un nuovo emoderivato, autorizzato dalla Food and Drug Administration (FDA) statunitense, che era trattato al calore per inattivare l'HIV. La Baxter era interessata a ottenere l'autorizzazione alla commercializzazione di questo nuovo prodotto in Giappone. L'impresa farmaceutica giapponese Green Cross (ミドリ十字), il principale fornitore di prodotti emoderivati in Giappone, protestò perché questo avrebbe rappresentato una concorrenza sleale poiché «non era preparata per produrre in proprio gli agenti [emoderivati] termotrattati». Il ministero della salute rispose ordinando test sui prodotti emoderivati non inattivati termicamente, studi clinici sui prodotti termotrattati e una campagna volta a incrementare le donazioni di sangue da parte dei cittadini giapponesi. Nel frattempo, la Green Cross giapponese distribuì ai pazienti, molti dei quali affetti da emofilia, lettere in cui si garantiva la «sicurezza del prodotti emoderivati non termotrattati».

## Diffusione dell'AIDS in Giappone
Il primo caso noto di infezione da HIV in Giappone si è verificato nel 1979, a danno di un paziente emofilico a cui vennero prescritti dei fattori della coagulazione emoderivati. Un secondo paziente era un artista giapponese che aveva vissuto all'estero per alcuni anni. Altri casi vennero riscontrati all'inizio degli anni ottanta in pazienti emofilici o in persone che avevano avuto esperienze omosessuali. Dopo un'intensa copertura mediatica riguardo a una donna infetta da HIV che contrasse il virus attraverso rapporti eterosessuali, la malattia divenne ben nota in Giappone e il governo ordinò uno studio sulla controversia della sicurezza dei prodotti emoderivati.

## Procedimenti giudiziari
Nel maggio e nell'ottobre 1989, emofilici infettati dall'HIV di Osaka e Tokyo hanno intentato dei procedimenti giudiziari contro il ministero della salute e del welfare e di cinque imprese farmaceutiche giapponesi. Nel 1994 due accuse di tentato omicidio vennero presentate a carico di Takeshi Abe, nel 1983 capo del gruppo di ricerca sull'AIDS del ministero della salute, che venne poi dichiarato non colpevole nel 2005. Abe si è comunque dimesso dall'incarico di vicepresidente della Teikyo University.
Nel gennaio 1996 Naoto Kan venne nominato ministro della salute. Egli riunì un gruppo di lavoro per indagare sul caso delle infezioni da emoderivati ed entro un mese vennero rivelati nove documenti relativi al caso, nonostante le precedenti affermazioni del ministero della salute secondo cui non esistevano tali documenti. Nel suo ruolo di ministro, Kan ammise prontamente la responsabilità legale del ministero della salute e porse ufficialmente le scuse ai danneggiati.
I resoconti scoperti dal gruppo di lavoro istituito da Kan rivelarono che, dopo una relazione riguardo alla possibilità di contaminazione, i prodotti emoderivati non trattati al calore vennero richiamati dall'importatore giapponese. Tuttavia, quando all'epoca l'importatore cercò di presentare una relazione al ministero della salute, gli venne detto che tale relazione non era necessaria. Il ministero ha affermato che c'era una «mancanza di prove che indicavano collegamenti tra le infezioni da HIV e l'uso di emoderivati non termotrattati». Secondo un funzionario, «non potevamo rendere pubblico un fatto che avrebbe potuto alimentare ansie tra i pazienti».
Secondo quanto riportato nei documenti, nel 1983 il ministero della salute aveva raccomandato che l'importazione di sangue ed emoderivati venisse vietata e che fossero consentite solo importazioni di emergenza di prodotti emoderivati trattati al calore. Una settimana dopo, tuttavia, questa raccomandazione venne ritirata perché avrebbe «inflitto un duro colpo» ai commercianti giapponesi di emoderivati non trattati.
Nel 1983 il Giappone importò 3,14 milioni di litri di plasma dagli Stati Uniti per produrre i propri emoderivati, così come 46 milioni di unità di emoderivati già preparati. Si diceva che gli emoderivati importati non fossero a rischio di infezione da HIV e vennero utilizzati in Giappone fino al 1986.
Gli emoderivati trattati al calore erano in vendita fin dal 1985 ma non vi fu né un richiamo dei prodotti non trattati ancora in circolazione né vennero diffusi degli avvertimenti sui rischi dell'uso di prodotti non inattivati al calore. Di conseguenza, gli emoderivati conservati negli ospedali e da parte dei pazienti nelle loro abitazioni vennero tutti utilizzati. Inoltre, sono stati riportati casi in cui persone diagnosticate come affette da emofilia per la prima volta tra il 1985 e il 1986, iniziarono in trattamento e successivamente vennero infettate dall'HIV, sebbene non solo fosse già noto che il virus poteva essere trasmesso attraverso gli emoderivati ma anche che gli emoderivati trattati al calore per l'inattivazione virale fossero disponibili e utilizzati all'epoca della diagnosi.
Già nel 1984 emerse che diversi emofilici giapponesi erano stati infettati dall'HIV attraverso l'utilizzo di emoderivati non trattati al calore ma questo venne tenuto nascosto al pubblico. I pazienti stessi continuarono a ricevere «propaganda intenzionale» in cui si minimizzavano i rischi di contrarre l'HIV attraverso emoderivati, assicurando la loro sicurezza e promuovendone l'utilizzo. Di circa 4.500 emofilici giapponesi, si stima che negli anni ottanta circa 2.000 abbiano contratto l'HIV attraverso emoderivati non trattati al calore per l'inattivazione virale.

## Imputazioni
Renzo Matsushita, ex capo dell'ufficio per gli affari farmaceutici del ministero della salute e del welfare giapponese, e due suoi colleghi vennero giudicati colpevoli di morte per negligenza professionale. Matsushita venne condannato a una pena detentiva di due anni di carcere. Contro di lui venne anche intentata una causa per omicidio. Matsushita, che dopo il pensionamento è diventato presidente della Green Cross, è uno degli almeno nove ex burocrati del ministero della salute che, dagli anni ottanta, dopo il pensionamento hanno ricoperto incarichi dirigenziali nell'industria del sangue giapponese (la nota pratica della porta girevole o amakudari).